# Avon Championships of Kansas 1980
Avon Championships of Kansas 1980  — жіночий тенісний турнір, що проходив на закритих кортах з килимовим покриттям Municipal Auditorium у Канзас-Сіті, Міссурі (штат) (США) в рамках Світової чемпіонської серії Вірджинії Слімс 1980. Турнір відбувся вдруге і тривав з 14 січня до 20 січня 1980 року. Перша сіяна Мартіна Навратілова здобула титул в одиночному розряді й отримала за це 24 тис. доларів США.

## Фінальна частина

### Одиночний розряд
Мартіна Навратілова —  Грір Стівенс 6–0, 6–2
- Для Навратілової це був 2-й титул в одиночному розряді за рік і 36-й — за кар'єру.

### Парний розряд
Біллі Джин Кінг /  Мартіна Навратілова —  Лора Дюпонт /  Пем Шрайвер 6–3, 6–1

## Розподіл призових грошей
| Дисципліна       | П       | F       | ПФ     | ЧФ     | 1/8    | 1/16 |
| Одиночний розряд | $24,000 | $12,000 | $6,350 | $3,000 | $1,600 | $900 |